# 春蕾计划
春蕾計劃始於1989年，由中國兒童少年基金會發起並組織實施。該計劃是一項社會公益事業，其目的在於救助中國貧困地區的失學女童重返校園，其資金主要來源於單位和個人的無償捐助。
在中國，由於自然條件的限制，社會經濟、文化等發展的不平衡，以及傳統習俗的原因，一些貧困山區尚有少數文盲存在，女性文盲佔文盲總數的2/3以上，女童約佔失學兒童的2/3。

## 项目
該計劃涵盖的部分項目如下：
- 春蕾生結對救助
- 春蕾計劃評估
- 春蕾教师[1]
- 春蕾班[1]
- 春蕾學校[1]
- 就业行动[1]
- 护蕾行动[1]
- 春蕾陪伴[1]
- 春蕾計劃實用技術培訓
- 春蕾一帮一助学[2]

中國各地均有相應的組織負責“春蕾計劃”在本地的實施，目前該計劃已募集資金6億多元，共救助150萬餘人次失學女童重返校園。
截至2019年10月，30年间春蕾计划累计筹集社会捐款21.18亿元（人民币），个人捐赠者2784万人次，捐建春蕾学校1811所，编写发放护蕾手册217万套。在全国范围内资助春蕾女童369万人次。

## 春蕾計劃基金會
1992年8月，香港商人周潔冰與中國兒童少年基金會成立春蕾計劃基金會，並出任主席，她亦作為第一捐款人捐作100萬港元，據《大公報》指出其更有「中國兒童慈善家」之殊榮。

## 争议
2019年12月，「春蕾一帮一助学」项目被网友发现和质疑本批次资助的1267名高中生中，有453名为男生，引发广泛讨论和报道。基金会对此证实并表示出于“当地贫困家庭男生也亟需帮助”等原因而资助，并称春蕾计划在未来的执行中将始终以女生作为资助对象，如有需要资助男生的情况将在筹款文案显著位置特别提示。
但这份回应未平息质疑，有网友认为其违背了慈善救助“专款专用”的原则，模糊了慈善项目的目标群体，并且违反了《慈善法》中不得擅自更改资金用途的有关条例。之后的争议中，网友指出将原意是救助失学女童的“春蕾计划”专项基金捐助给19岁的“男童”以完成其摄影梦想是否不合理。更有人指中国儿童少年基金会程序混乱，缺乏社会公示，缺乏严格的监督和审计程序。还有人质疑其公开的资料中，有九十万的捐款捐给了不存在的北京职业教育学院，并质疑这一慈善资金的去向。
基金会相关负责人接受记者采访时也坦言，项目资助对象发生变更后基金会未及时向民政部门更新备案，项目的备案内容仍是“为高中贫困女生筹集学习及生活补助”。这已违反《慈善组织公开募捐管理办法》相关规定。